# Сельское поселение Дороховское (Орехово-Зуевский район)
Сельское поселение Дороховское — упразднённое муниципальное образование в Орехово-Зуевском районе Московской области России. 10 января 2018 года его территория вошла в новообразованный городской округ Ликино-Дулёво.
Административный центр — посёлок Авсюнино. В состав входят 30 населённых пунктов.

## Территория и границы
Площадь территории муниципального образования — 29 969 га. Сельское поселение расположено в 50 км от районного центра.

## Население
| 2006  | 2007  | 2008  | 2009  | 2010  | 2011  |
| ----- | ----- | ----- | ----- | ----- | ----- |
| 9446  | ↘8899 | ↘8829 | ↘8787 | ↗8932 | ↗8970 |
| 2012  | 2013  | 2014  | 2015  | 2016  | 2017  |
| →8970 | ↘8858 | ↘8609 | ↘8508 | ↘8394 | ↘8244 |
| 2018  |       |       |       |       |       |
| ↘8098 |       |       |       |       |       |

## Состав
Муниципальное образование «Сельское поселение Дороховское» в существующих границах было образовано в 2005 году на основании закона Московской области «О статусе и границах Орехово-Зуевского муниципального района и вновь образованных в его составе муниципальных образований». В его состав вошли 30 населённых пунктов бывшего Дороховского сельского округа:
| Вид     | Наименование    | Население, чел. (2010) |
| ------- | --------------- | ---------------------- |
| посёлок | Авсюнино        | 4947                   |
| деревня | Авсюнино        | 416                    |
| деревня | Бекетовская     | 34                     |
| посёлок | Беливо          | 99                     |
| село    | Богородское     | 364                    |
| деревня | Велино          | 148                    |
| деревня | Верещагино      | 9                      |
| деревня | Вершина         | 11                     |
| деревня | Деревнищи       | 109                    |
| деревня | Дорохово        | 115                    |
| деревня | Дылдино         | 6                      |
| деревня | Заполицы        | 237                    |
| деревня | Запутное        | 412                    |
| деревня | Зворково        | 141                    |
| деревня | Иванцево        | 15                     |
| деревня | Каменцы         | 25                     |
| деревня | Красное         | 47                     |
| село    | Красное         | 24                     |
| деревня | Мальково        | 58                     |
| деревня | Мисцево         | 369                    |
| деревня | Новое Титово    | 116                    |
| деревня | Петрушино       | 228                    |
| деревня | Понарино        | 232                    |
| деревня | Равенская       | 29                     |
| деревня | Рудне-Никитское | 119                    |
| деревня | Селиваниха      | 182                    |
| деревня | Старая          | 90                     |
| деревня | Старое Титово   | 171                    |
| посёлок | Хвойный         | 35                     |
| посёлок | Чистое          | 144                    |

## История
Дороховская сельская волость Орехово-Зуевского района организована примерно в 1925 г.